# أوداكس إيتاليانو
نادي أوداكس إيتاليانو لا فلوريدا (بالإسبانية: Audax Italiano La Florida)‏ نادي كرة قدم تشيلي يلعب في دوري الدرجة الممتازة . تم تأسيس النادي في سنة 1910 .